# Aleksandre Iashvili
Aleksandre Iashvili (in georgiano ალექსანდრე იაშვილი?, in russo Александр Мамулиевич Иашвили?, Aleksandr Mamulievič Iašvili; Tbilisi, 23 ottobre 1977) è un ex calciatore georgiano, di ruolo attaccante.

## Palmarès

### Club
- Campionato georgiano: 4

Dinamo Tbilisi: 1994-1995, 1995-1996, 1996-1997, 2015-2016
- Coppa di Georgia: 4

Dinamo Tbilisi: 1995, 1996, 1997, 2015-2016
- Supercoppa di Georgia: 1

Dinamo Tbilisi: 1996

### Individuale
- Calciatore georgiano dell'anno: 2

2004, 2008